# Super Proton Synchrotron
El Super Proton Synchrotron (SPS, supersincrotrón de protones) es un acelerador de partículas de 6.9 km de largo situado en el CERN en Ginebra (Suiza) . Esta máquina es un acelerador de partículas, es decir, un dispositivo que acelera partículas muy pequeñas, como los protones, hasta velocidades altísimas para estudiar su comportamiento.
El SPS fue diseñado por un equipo liderado por John Adams, director general de lo que era entonces conocido como Laboratorio II. unque al principio se pensó que aceleraría partículas hasta los 300 GeV (una medida de energía), al final se construyó con capacidad para alcanzar los 400 GeV. Sorprendentemente, logró esa energía el primer día que se encendió, el 17 de junio de 1976. 
Sin embargo, poco antes, otro laboratorio en Estados Unidos, el Fermilab, ya había superado ese récord al alcanzar 500 GeV el 14 de mayo de 1976.